# Iván Ledezma
Iván Patricio Ledezma Ahumada (Antofagasta, Región de Antofagasta, Chile, 19 de julio de 1995) es un futbolista chileno, Juega de Mediocampista ofensivo en Cobreloa de la Primera B de Chile.

## Trayectoria
Forma parte de la escuela de fútbol de la empresa Minera Escondida, luego de un partido amistoso en contra de las divisiones menores del club profesional Cobreloa, el profesor Germán Cornejo lo integra al equipo de proyección de este club.
A los 15 años integra las inferiores de Cobreloa, participa destacadamente en el torneo de Clausura Fútbol Joven sub-17 del año 2012 obteniendo el subcampeonato. Luego de ese Torneo, en diciembre del año 2012 despierta de interés de clubes como la Società Sportiva Lazio de Italia. en la misma fecha firma contrato como jugador profesional con Cobreloa, junto a los jugadores Vildan Alfaro, Fernando Cornejo Miranda y Sebastián Romero. Válido hasta la fecha diciembre de 2015.
Debuta en el profesionalismo el día 27 de octubre de 2013, en el encuentro entre Club de Deportes Cobreloa y Deportes Unión La Calera, válido por la duodécima fecha del Torneo Apertura 2013 de la Primera división de Chile, ingresando en el minuto 48 en sustitución del jugador Patricio Troncoso. Anota su primer gol en el profesionalismo en dicho partido en el minuto 62 dando el triunfo con su gol al club de Calama.
Terminado el torneo, con 2 goles en 5 partidos disputados, es nominado al como Mejor Jugador Joven 2013 por el medio RedGol  y también como uno de los talentos jóvenes que darán que hablar el 2014.
El día miércoles 30 de julio de 2014 se consagra campeón del Campeonato Apertura Fútbol Joven Sub-19 del mismo año, disputando la final ante el equipo de Club Universidad de Chile. Siendo figura del partido final, anotando una tripleta, considerado por los medios como el Mejor jugador del partido.

#### Coquimbo Unido
En 2016 se integra a Coquimbo Unido, donde disputa el torneo de Primera B 2016-17. En la primera fecha del torneo, anota su primer gol contra su exequipo, Cobreloa. Termina el campeonato con 4 goles y 5 asistencias, siendo una de las figuras del equipo.

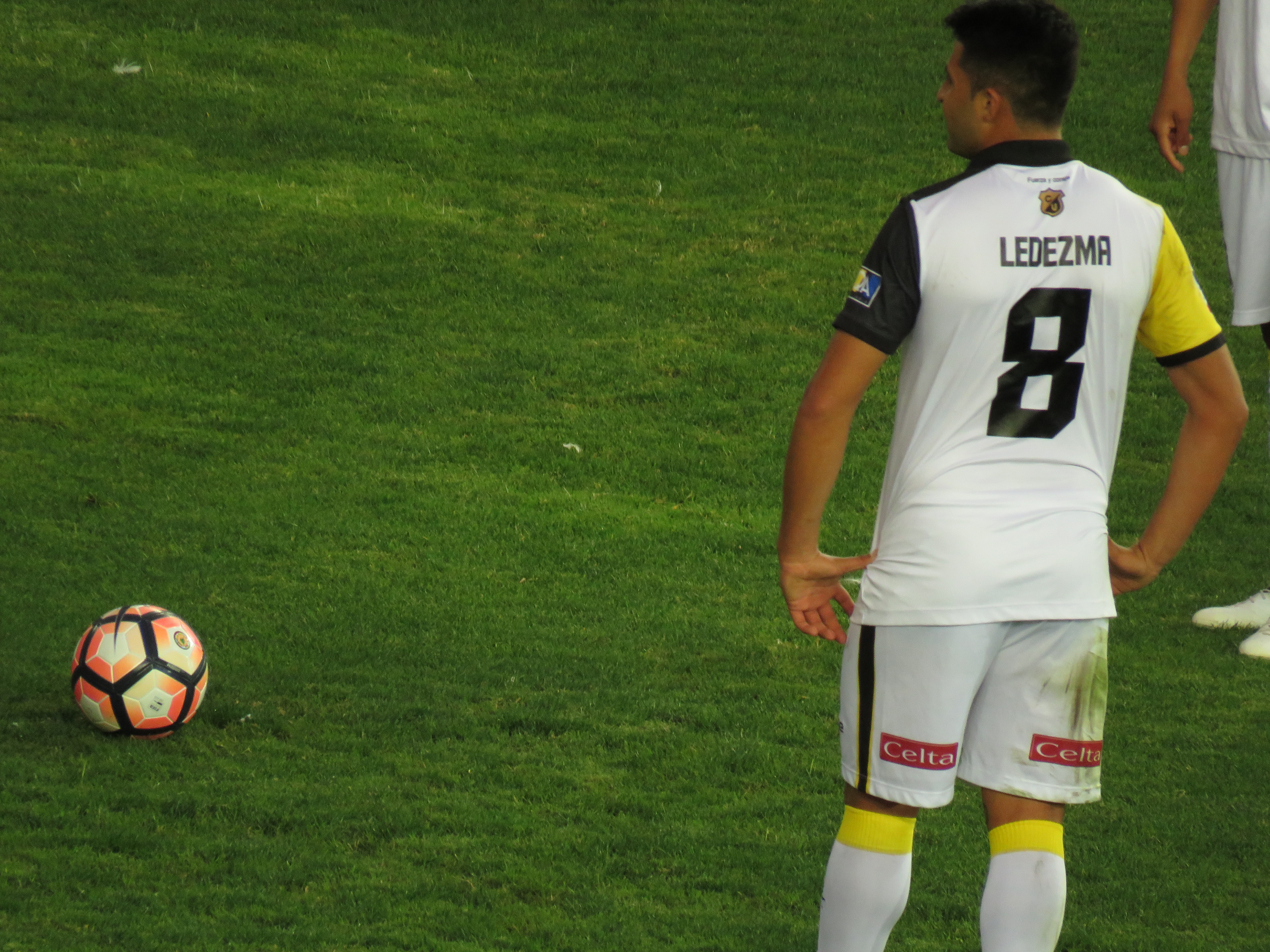
Iván Ledezma antes de lanzar un tiro libre el Torneo de Transición 2017-2018

## Selección nacional
En el 2013 es nominado a la Selección sub-20 a los amistosos ante Perú disputados en Arica y Tacna como preparación para el Campeonato Sudamericano de Fútbol Sub-20 de 2015, así como también nominado como sparring de la Selección Chilena en amistosos y duelos de Eliminatorias.

## Estadísticas
| Club                                           | Div           | Temporada     | Liga  | Liga  | Liga   | Copa  | Copa  | Copa   | Torneos internacionales | Torneos internacionales | Torneos internacionales | Total | Total | Total  |
| Club                                           | Div           | Temporada     | Part. | Goles | Asist. | Part. | Goles | Asist. | Part.                   | Goles                   | Asist.                  | Part. | Goles | Asist. |
| ---------------------------------------------- | ------------- | ------------- | ----- | ----- | ------ | ----- | ----- | ------ | ----------------------- | ----------------------- | ----------------------- | ----- | ----- | ------ |
| Cobreloa · Chile                               | 1.ª           | 2013-14       | 7     | 2     | 0      | —     | —     | —      | —                       | —                       | —                       | 7     | 2     | 0      |
| Cobreloa · Chile                               | 1.ª           | 2014-15       | 14    | 0     | 0      | 2     | 1     | 0      | —                       | —                       | —                       | 16    | 1     | 0      |
| Cobreloa · Chile                               | 2.ª           | 2015-16       | 27    | 5     | 3      | 10    | 1     | 1      | —                       | —                       | —                       | 37    | 6     | 4      |
| Cobreloa · Chile                               | Total club    | Total club    | 48    | 7     | 3      | 12    | 2     | 1      | 0                       | 0                       | 0                       | 60    | 9     | 4      |
| Coquimbo Unido · Chile                         | 2.ª           | 2016-17       | 28    | 4     | ?      | 2     | 0     | 0      | —                       | —                       | —                       | 30    | 4     | ?      |
| Coquimbo Unido · Chile                         | 2.ª           | 2017          | 14    | 4     | ?      | 4     | 4     | ?      | —                       | —                       | —                       | 18    | 4     | ?      |
| Coquimbo Unido · Chile                         | Total club    | Total club    | 42    | 8     | ?      | 6     | 4     | ?      | 0                       | 0                       | 0                       | 48    | 12    | ?      |
| Audax Italiano · Chile                         | 1.ª           | 2018          | 18    | 5     | 1      | 10    | 5     | 3      | 1                       | 0                       | 0                       | 29    | 10    | 4      |
| Audax Italiano · Chile                         | 1.ª           | 2019          | 22    | 7     | 0      | 4     | 0     | 0      | —                       | —                       | —                       | 26    | 7     | 0      |
| Audax Italiano · Chile                         | 1.ª           | 2020          | 27    | 6     | 0      | —     | —     | —      | 2                       | 0                       | 0                       | 29    | 6     | 0      |
| Audax Italiano · Chile                         | Total club    | Total club    | 67    | 18    | 1      | 14    | 5     | 3      | 3                       | 0                       | 0                       | 84    | 23    | 4      |
| Deportes Antofagasta · Chile                   | 1.ª           | 2021          | 16    | 0     | 0      | 0     | 0     | 0      | 1                       | 0                       | 0                       | 17    | 0     | 0      |
| Deportes Antofagasta · Chile                   | 1.ª           | 2022          | 13    | 1     | 1      | 3     | 0     | 0      | 4                       | 0                       | 0                       | 20    | 1     | 1      |
| Deportes Antofagasta · Chile                   | 2.ª           | 2023          | 4     | 0     | 0      | 1     | 0     | 0      | —                       | —                       | —                       | 5     | 0     | 0      |
| Deportes Antofagasta · Chile                   | Total club    | Total club    | 33    | 1     | 1      | 4     | 0     | 0      | 5                       | 0                       | 0                       | 42    | 1     | 1      |
| Rangers · Chile                                | 2.ª           | 2023          | 9     | 0     | 0      | 1     | 0     | 0      | —                       | —                       | —                       | 10    | 0     | 0      |
| Rangers · Chile                                | Total club    | Total club    | 9     | 0     | 0      | 1     | 0     | 0      | 0                       | 0                       | 0                       | 10    | 0     | 0      |
| Total carrera                                  | Total carrera | Total carrera | 199   | 34    | ?      | 37    | 11    | 1      | 8                       | 0                       | 0                       | 244   | 45    | ?      |
| No incluye estadísticas en partidos amistosos. |               |               |       |       |        |       |       |        |                         |                         |                         |       |       |        |